# 新竹市私立世界高級中學
新竹市私立世界高級中學，簡稱世界高中，原名作「世界工職」，是一所位於中華民國臺灣省新竹市的私立技術型高級中等學校，鄰近竹科實中以及新竹科學園區。

## 校史
1971年，以新竹市世界高級工商職業學校之名創立，後來於1987年8月增加家事類科，更名為新竹市世界高級工業家事職業學校，其後陸續增設了資料處理科、餐飲管理科等。
2002年8月1日，奉教育部核准改制為新竹市私立世界高級中學。
2009年，恢復招收原本停止招生的汽車科。
2025年5月，世界高中宣布將於114學年度起停止招生，並於該年7月結束教學，133名在校生將由校方輔導轉學。後續，教育部表示，由於世界高中校方並沒有依程序提出停招計畫，因此不允許校方繼續將學生安置他校的計畫，而需待在校學生都畢業後，再依規定停辦。

## 學校象徵
世界高中的校訓為「飲水思源」，即揭櫫創校的基本精神為：為國舉才、教育報國的宏觀理念。
學校的校歌歌詞中確立：以品德為本、技能為用、追求品質第一的作育人才目標。

## 科系
學校設以下科別：
- 汽車科
- 美工科
- 時尚造型科
- 餐飲管理科
- 餐飲服務科

## 附註
1. ↑  會考後就消失！創校53年「世界高中」確定114年停招　113名在校生變人球，三立新聞網，2025-05-19。
2. ↑  竹市世界高中停招 家長轟把學生當人球，自由時報，2025-05-19。
3. ↑  宣布停招！國教署要求繼續辦學 世界高中回應了，聯合新聞網，2025-05-22。
4. ↑  世界高中擅自宣布停招遭教育部警告　校方道歉：停止學生轉學，ETtoday新聞雲，2025-05-22。

## 外部連結
- 世界高中網站 （页面存档备份，存于）（繁體中文）